# Mary McAleese
Mary McAleese (n. 27 iunie 1951 la Belfast) este o juristă din Irlanda.
În perioada 11 noiembrie 1997 – 10 noiembrie 2011 a deținut funcția de președinte al statului, fiind prima femeie în funcția supremă în Irlanda și al optulea președinte al țării.
S-a remarcat prin vederi liberale, incluzând aici critica discriminării homosexualității , promovarea egalitarismului social, combaterea excluziunii sociale.
Este membră a Council of Women World Leaders, iar revista Forbes a considerat-o ca fiind pe locul 64 între cele mai puternice femei din lume.